# Liste du patrimoine mondial au Kenya
Cet article recense les sites inscrits au patrimoine mondial au Kenya.

## Statistiques
Le Kenya accepte la Convention pour la protection du patrimoine mondial, culturel et naturel le 5 juin 1991. Les premiers sites sont inscrits en 1997. Le pays a connu un mandat au Comité du patrimoine mondial, de 2005 à 2009.
En 2024, le Kenya compte 8 sites inscrits au patrimoine mondial, 5 culturels et 3 naturels.
Le pays a également soumis 16 sites à la liste indicative, 3 culturels, 11 naturels et 2 mixtes.

## Listes

### Patrimoine mondial
Les biens kényans suivants sont inscrits au patrimoine mondial au début 2024. Les noms sont ceux utilisés par l'UNESCO.
| Id.  | Bien                                                  | Comté(s)                       | Année | Superficie (ha) | Critères et notes | Coordonnées | Illus. |
| ---- | ----------------------------------------------------- | ------------------------------ | ----- | --------------- | --- | --- | ------ |
| 1231 | Forêts sacrées de kayas des Mijikenda                 | Kilifi                         | 2008  | 1 538           | Culturel, (iii), (v), (vi) Le site consiste en 10 sites forestiers, regroupés en 8 sections distinctes : - Kaya Giriama - Kaya Jibana (en) - Kaya Kambe - Kaya Kauma - Kaya Ribe - Kayas Rabai - Kayas Duruma (en) - Kaya Kinondo                                                    | 3° 47′ 55″ sud, 39° 30′ 52″ est 3° 50′ 15″ sud, 39° 40′ 10″ est 3° 51′ 49″ sud, 39° 39′ 07″ est 3° 37′ 14″ sud, 39° 44′ 10″ est 3° 53′ 49″ sud, 39° 37′ 58″ est 3° 55′ 55″ sud, 39° 35′ 46″ est 3° 59′ 54″ sud, 39° 31′ 25″ est 4° 23′ 36″ sud, 39° 32′ 41″ est |        |
| 1295 | Fort Jésus, Mombasa                                   | Mombasa                        | 2011  | 2,36            | Culturel, (ii), (v) | 4° 03′ 47″ sud, 39° 40′ 44″ est |        |
| 1720 | La ville historique et site archéologique de Gedi     | Kilifi                         | 2024  | 20,81           | Culturel, (ii), (iii), (iv) | 3° 18′ 36,95″ sud, 40° 01′ 02,15″ est |        |
| 800  | Parc national/Forêt naturelle du mont Kenya           | Meru, Embu, Kirinyaga et Nyeri | 1997  | 202 334         | Naturel, (vii), (ix) Lors de l'inscription, le site couvre le parc national du Mont Kenya. Il est étendu en 2013 à la zone de conservation de vie sauvage de Lewa (en). | 0° 07′ 12″ sud, 37° 20′ 10″ est 0° 12′ 00″ nord, 37° 25′ 01″ est |        |
| 801  | Parcs nationaux du Lac Turkana                        | Marsabit et Turkana            | 1997  | 161 485         | Naturel, (viii), (x) Comprend trois sections : - Parc national de Sibiloi - Central Island (en) - South Island Les deux premières sections sont présentes lors de l'inscription du site en 1997. La troisième est ajoutée en 2001. Le site est considéré comme en péril depuis 2018. | 3° 57′ 38″ nord, 36° 20′ 33″ est 3° 29′ 47″ nord, 36° 02′ 24″ est 2° 38′ 05″ nord, 36° 35′ 45″ est |        |
| 1060 | Réseau des lacs du Kenya dans la vallée du Grand Rift | Nakuru et Baringo              | 2011  | 32 034          | Naturel, (vii), (ix), (x) Le site comprend trois lacs : - Lac Elmenteita - Lac Nakuru - Lac Bogoria | 0° 27′ 38″ sud, 36° 15′ 00″ est 0° 22′ 39″ sud, 36° 04′ 58″ est 0° 14′ 22″ nord, 36° 06′ 00″ est |        |
| 1450 | Site archéologique de Thimlich Ohinga                 | Migori                         | 2018  | 21              | Culturel, (iii), (iv), (v) | 0° 10′ 01″ sud, 37° 08′ 02″ est |        |
| 1055 | Vieille ville de Lamu                                 | Lamu                           | 2001  | 16              | Culturel, (ii), (iv), (vi) | 2° 17′ 02″ sud, 40° 51′ 11″ est |        |

### Liste indicative

#### Propositions actuelles
Les biens suivants sont inscrits sur la liste indicative du Kenya au début 2024. Les noms fournis par le Kenya sont en anglais : les traductions en français sont données ici à titre indicatif.
| Id.       | Bien                                                                                   | Comté(s)                            | Année     | Critères et notes | Coordonnées | Illus. |
| --------- | -------------------------------------------------------------------------------------- | ----------------------------------- | --------- | --- | --- | ------ |
| 6737      | Art rupestre géométrique du lac Victoria                                               | Busia et Homa Bay                   | 2024      | Culturel, (iii), (vi) Proposition transfrontalière conjointe avec l'Ouganda et la Tanzanie. Trois sites au Kenya, regroupés en deux zones : Kakapel (en) et Mfangano | 0° 40′ 01″ nord, 34° 21′ 29″ est 0° 27′ 32″ sud, 34° 00′ 29″ est                                                                    |        |
| 5514      | Le delta (en) et le complexe de forêts du Tana                                         | Tana River                          | 2010      | Naturel, (ix), (x) La proposition comprend le delta du Tana, ainsi que plusieurs dizaines de forêts le long du cours du fleuve, comme celles de Boni (en), Dondori, Lunghi et basse Tana. | 2° 35′ 56″ sud, 40° 20′ 20″ est 2° 30′ sud, 40° 30′ est                                                                             |        |
| 6659      | Écosystème du mont Elgon                                                               |                                     | 2023      | Naturel, (ix), (x) Proposition transfrontalière conjointe avec l'Ouganda | 1° 06′ 22″ nord, 34° 31′ 34″ est |        |
| 6657      | Forêts côtières du Kenya (forêt d'Arabuko Sokoke et réserve nationale de Shimba Hills) | Kilifi et Kwale                     | 2023      | Naturel, (ix), (x) | 3° 16′ 01″ sud, 39° 49′ 01″ est 4° 15′ 25″ sud, 39° 23′ 17″ est                                                                     |        |
| 6680      | Forêt de Kakamega                                                                      | Kakamega                            | 2023      | Naturel, (vii), (ix), (x) | 0° 17′ 31″ nord, 34° 51′ 22″ est |        |
| 6684      | Grottes de Kilifi (Panga ya Saidi (en), Mawe Meru et Chasimba)                         | Kilifi                              | 2023      | Culturel, (ii), (iii), (iv), (vi) | 3° 40′ 44″ sud, 39° 44′ 10″ est 3° 44′ 20″ sud, 39° 41′ 42″ est 3° 44′ 17″ sud, 39° 41′ 46″ est                                     |        |
| 6658      | Monts de l'Arc oriental (en)                                                           | Taita-Taveta                        | 2023      | Naturel, (vii), (x) | 6° sud, 36° est |        |
| 6655      | Monts Nyandarua                                                                        | Kiambu, Muranga, Nyandarua et Nyeri | 2023      | Naturel, (vii), (ix), (x) | 0° 25′ sud, 36° 38′ est |        |
| 6656      | Parc national d'Amboseli                                                               | Kajiado                             | 2023      | Naturel, (vii), (viii), (ix) | 2° 38′ 28″ sud, 37° 14′ 53″ est |        |
| 6661      | Parc national de Hell's Gate                                                           | Nakuru]                             | 2023      | Naturel, (viii) | 0° 52′ 30″ sud, 36° 19′ 08″ est |        |
| 6678      | Parc national et réserve de Marsabit                                                   | Marsabit                            | 2023      | Naturel, (x) | 2° 22′ 59″ nord, 37° 58′ 59″ est |        |
| 6660      | Réserve de biosphère du mont Kulal (en)                                                | Marsabit                            | 2023      | Naturel, (vii), (ix), (x) | 2° 43′ 44″ nord, 36° 55′ 23″ est |        |
| 6679      | Réserve nationale du Masai Mara                                                        | Narok                               | 2010 2023 | Naturel, (vii), (x) La proposition est inscrite 2010 ; en 2023, une proposition similaire est également inscrite, sans que la première ne soit retirée. | 1° 30′ sud, 35° 00′ est |        |
| 6663      | Les sites mégalithiques du bassin du Turkana                                           | Turkana                             | 2023      | Culturel, (iv), (v) Quatre sites : Lothagam, Kalokol, Jarigole (en) et Lokori | 2° 55′ 08″ nord, 36° 03′ 29″ est 3° 25′ 23″ nord, 35° 48′ 11″ est 3° 37′ 48″ nord, 36° 21′ 36″ est 2° 22′ 59″ nord, 36° 08′ 02″ est |        |
| 6665      | Site préhistorique d'Olorgesailie                                                      |                                     | 2023      | Mixte, (iii), (viii) | 1° 34′ 41″ sud, 36° 26′ 46″ est |        |
| 6682      | Sites d'art rupestre de Mfangano                                                       | Homa Bay                            | 2023      | Culturel, (iii), (iv) | 0° 27′ 40″ sud, 34° 00′ 43″ est |        |
|           | Le système d'irrigation de l'escarpement des Marakwet                                  | Elgeyo-Marakwet (en)                | 2023      | Culturel, (iii), (iv), (v) | 0° 56′ 53″ nord, 35° 30′ 32″ est |        |
| 5513      | La vallée du Grand Rift - Le système des lacs kenyans                                  | Nakuru et Baringo                   | 2010      | Naturel, (vii), (ix), (x) La proposition comprend les lacs Elmenteita, Nakuru et Bogoria. Le réseau des lacs du Kenya dans la vallée du Grand Rift est un site du patrimoine mondial depuis 2011 et recouvre ces trois lacs, mais cette proposition est toujours présente sur la liste indicative du pays. | 0° 27′ 38″ sud, 36° 15′ 00″ est 0° 22′ 39″ sud, 36° 04′ 58″ est 0° 14′ 22″ nord, 36° 06′ 00″ est                                    |        |
| 5509 6681 | La zone de conservation de Meru                                                        | Meru, Tana River et Isiolo          | 2010 2023 | Naturel, (ix), (x) La proposition comprend : - le parc national de Meru ; - le parc national de Kora ; - la réserve nationale de Bisanadi (en) Une proposition similaire est inscrite en 2023, sans que la proposition initiale soit retirée.                                                              | 0° 05′ 56″ sud, 38° 12′ 29″ est 0° 12′ 50″ sud, 38° 44′ 10″ est 0° 05′ nord, 38° 25′ est                                            |        |

#### Anciennes propositions
La liste suivante recense les anciennes propositions que le Kenya a retiré de sa liste indicative sans qu'elles aient donné lieu à une inscription.
| Bien                                                                                              | Dates                | Notes                                                                                        | Coordonnées                                                                                     | Illus. |
| ------------------------------------------------------------------------------------------------- | -------------------- | -------------------------------------------------------------------------------------------- | ----------------------------------------------------------------------------------------------- | ------ |
| Le complexe des îles Mfangano - Rusinga                                                           | 2010 - 2023          |                                                                                              | 0° 37′ 44″ sud, 34° 00′ 50″ est 0° 34′ 48″ sud, 34° 10′ 01″ est                                 |        |
| Les forêts côtières de l'arc oriental (forêt Arabuko-Sokoke et réserve nationale de Shimba Hills) | 2010 - 2023          |                                                                                              | 3° 19′ 48″ sud, 39° 52′ 41″ est 4° 15′ 45″ sud, 39° 23′ 16″ est                                 |        |
| La forêt de Kakamega                                                                              | 2010 - 2023          |                                                                                              | 0° 17′ 11″ nord, 34° 51′ 22″ est                                                                |        |
| Lac Naivasha                                                                                      | 1999 - 2023          |                                                                                              | 0° 04′ 01″ sud, 36° 21′ 00″ est                                                                 |        |
| Monts Aberdare                                                                                    | 2010 - 2023          |                                                                                              | 0° 07′ 59″ sud, 36° 04′ 59″ est                                                                 |        |
| Parc national du lac Nakuru                                                                       | 1999 - 2023          |                                                                                              | 0° 21′ 32″ sud, 36° 05′ 31″ est                                                                 |        |
| Parcs Tsavo et complexe des monts Chyulu                                                          | 2010 - 2023          | La proposition comprenait les parcs nationaux de Tsavo East, Tsavo West (en) et Chyulu Hills | 2° 46′ 44″ sud, 38° 46′ 19″ est 3° 23′ 00″ sud, 38° 00′ 00″ est 2° 36′ 19″ sud, 37° 51′ 00″ est |        |
| Réserve nationale du lac Bogoria (en)                                                             | 1999 - 2023          |                                                                                              | 0° 15′ nord, 36° 06′ est                                                                        |        |
| La vallée du Grand Rift africain - Parc national de Hell's Gate                                   | 2010 - 2023          |                                                                                              | 0° 54′ 58″ sud, 36° 18′ 47″ est                                                                 |        |
| La vallée du Grand Rift africain - Le système d'irrigation de l'escarpement des Marakwet          | Elgeyo-Marakwet (en) | 2010 - 2023                                                                                  | 0° 56′ 53″ nord, 35° 30′ 32″ est                                                                |        |
| La vallée du Grand Rift africain - Site préhistorique d'Olorgesailie                              | 2010 - 2023          |                                                                                              | 0° 24′ 58″ sud, 36° 43′ 08″ est                                                                 |        |
| Vieille ville de Mombasa                                                                          | 1997 - 2023          |                                                                                              | 4° 02′ 31″ sud, 39° 40′ 01″ est                                                                 |        |